# 119 Alteja
119 Alteja (mednarodno ime 119 Althaea, starogrško starogrško Αλθαία: Altaía) je asteroid tipa S v glavnem asteroidnem pasu.

## Odkritje
Asteroid je odkril 3. aprila 1872 James Craig Watson (1838 – 1880).. Poimenovan je po Alteji, materi Meleagrosa iz grške mitologije.

## Lastnosti
Asteroid Alteja obkroži Sonce v 4,15 letih. Njegova tirnica ima izsrednost 0,081, nagnjena pa je za 1,847° proti ekliptiki. Njegov premer je 57,3 km, okoli svoje osi se zavrti v 11,484 urah.

## Okultacije
Doslej so opazovali dve okultaciji z zvezdo v letu 2002.